# Acanthastrea simplex
Espèce
Acanthastrea simplex est une espèce de coraux appartenant à la famille des Lobophylliidae selon la catégorisation de son genre par WoRMS, mais cette même base de données traite le taxon comme nomen dubium.